# Ulf Palme
Ulf Henrik Palme (født 18. oktober 1920 i Stockholm, død 12. maj 1993) var en svensk skuespiller, instruktør og forfatter.

## Liv og karriere
Palme studerede på Dramatens elevskola fra 1942 til 1945. Han var tilknyttet Dramaten indtil 1970 med undtagelse i perioden 1949 til 1954. Palme nåede at optræde i stykker som Frøken Julie og Lang dags rejse mod nat. Inden for film samarbejdede Ulf Palme ofte med Alf Sjöberg og medvirkede i omkring 40 produktioner. I 1970 trak Palme sig tilbage fra scenen, men fortsatte i radioteater og som programleder i mange år. Han udgav også en række digtsamlinger og rejseberetninger.
I 1960 blev Ulf Palme tildelt O'Neill-stipendiet.

## Privatliv
Ulf Palme var søn af Jean Oscar Albrecht Palme (1891-1946) og hans hustru Berta Inez Maria, født Paykull (1892-1968). Han var halvfætter til statsminister Olof Palme (1927-1986).
Palme var fra 1953 til 1963 først gift med grevinde Anna Maria Larussa (1929-2010) fra Italien. De fik en datter, skuespillerinden Beatrice Palme (født 1959), der blandt andet har medvirket i film som Kvindebyen (1980) og Mine aftener i Paradis (1988). Fra 1984 og frem til sin død var han gift med Laila Elisabeth Andersson, en sopran fra Blekinge.
Ulf Palme døde 72 år gammel den 12. maj 1993.

## Udvalgt filmografi
- Sorte roser (1945)
- Driver dug falder regn (1946)
- Forbrydelse i sol (1947)
- Jorden drager (1949)
- Fængsel (1949, ukrediteret)
- Menneskers rige (1949)
- Kun en mor (1949)
- Pigen og hyacinten (1950)
- Når Stockholm sover (1950)
- Sådan noget sker ikke her (1950)
- Frøken Julie (1951)
- Havets mænd (1951)
- Barabbas (1953)
- Karin Månsdotter (1954)
- Hr. Arnes penge (1954)
- Vildfugle (1955)
- Kvindedrømme (1955)
- Kvinden i leopard (1958)
- Den falske forræder (1962)
- Skal vi lege skjul? (1963)
- Amour i Stockholm (1963)
- Heja Roland! (1966)
- Her har du dit liv (1966)
- Dr. Glas (1968)
- The Day the Clown Cried (ufærdig film, 1972)
- Ett köpmanshus i skärgården (tv-serie, 1973)
- Fru Inger til Østråt (1975)
- Bang! (1976)
- Marmeladupproret (1980)